# 29638 Eeshakhare
29638 Eeshakhare è un asteroide della fascia principale. Scoperto nel 1998, presenta un'orbita caratterizzata da un semiasse maggiore pari a 2,2835688 UA e da un'eccentricità di 0,0994528, inclinata di 5,94667° rispetto all'eclittica.